# Cámara Española de Comercio de la República Argentina

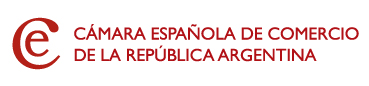
Cámara Española de Comercio de la República Argentina.

La Cámara Española de Comercio de la República Argentina (CECRA) es una Cámara de comercio fundada en el año 1887, con el objetivo de vincular a empresas españolas, argentinas y de capital mixto, y forma parte de la Red de Cámaras Oficiales de Comercio de España en el Extranjero (CAMACOES).
A su vez, CECRA forma parte de la Federación de Cámaras Oficiales Españolas de Comercio (FECECA), del Centro de Cámaras de Comercio de la UE, la Asociación Iberoamericana de Cámaras de Comercio (AICO), y la Unión de Cámaras de Comercio Extranjeras y Binacionales, entre otras.

## Autoridades y Delegaciones
Actualmente está presidida por Guillermo Ambrogi, y cuenta con más de 800 socios,distribuidos a lo largo de Argentina en distintas regiones:
- Ciudad Autónoma de Buenos Aires
- Bahía Blanca
- Córdoba
- El Calafate
- Mar del Plata
- Mendoza
- Rosario

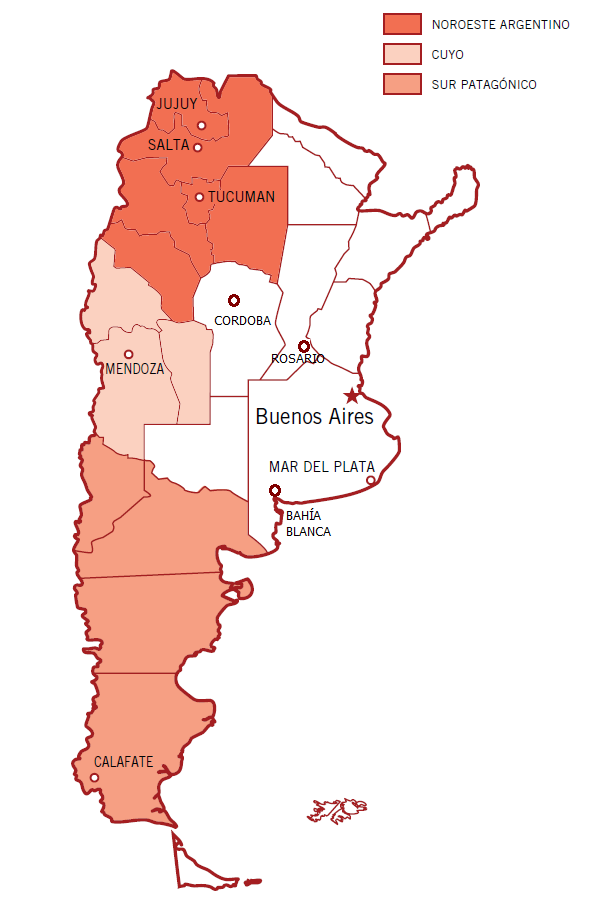
Carta de Delegaciones CECRA (esta carta incumple la normativa de la legislación argentina, el bicontinentalismo)

- Delegación Norte: Salta, Jujuy y Tucumán.[3]

## Objetivos
El objetivo de la Cámara Española de Comercio de la República Argentina es promover el intercambio y las relaciones comerciales entre España y Argentina, y para eso pone a disposición información y bibliografía sobre datos económicos, técnicos, legislaciones; así como también ayuda al relacionamiento de las empresas dentro de ciertas normas de calidad. En este sentido, ha sido certificada bajo la norma internacional de calidad ISO 9002:94 y ha renovado su certificación bajo la Norma ISO 9001:2000.

## Comisiones de Trabajo
La Cámara está organizada en Comisiones de trabajo, que buscan generar espacios de relacionamiento para el desarrollo de sus asociados, a través de capacitaciones, seminarios y diferentes encuentros; así como también mediante la publicación de informes, estudios y análisis de mercado. Algunas de las comisiones son: 
- Asuntos Laborales y Recursos Humanos
- Asuntos Legales
- Asuntos Públicos y Relaciones Institucionales
- Comercio Exterior y Negocios Internacionales
- Empresarios Culturales
- Finanzas y Negocios
- Libros, Revistas y Medios
- Inmobiliaria
- Management
- Energías Renovables y Medio Ambiente
- Responsabilidad Social Empresaria
- Tecnologías de la Información
- Turismo y Gastronomía